# His Marriage Wow
His Marriage Wow è un cortometraggio statunitense del 1925, diretto da Harry Edwards, con Harry Langdon.

## Trama
Harold arriva in ritardo al proprio matrimonio, perché si è recato dapprima nella chiesa sbagliata.
Inoltre il suo amico Looney, costituzionalmente pessimista, non cessa di fargli nascere dei dubbi sull'opportunità di sposarsi, dubbi ai quali Harold cede.
Dopo diverse traversie, Harry si ritrova sull'auto condotta spericolatamente da Looney, che si rivela essere un lunatico inseguito dal personale del manicomio, prima che la vicenda abbia esito felice.